# 31 mai dans les chemins de fer
31 avril 31 juin
Chronologies thématiques
- Croisades
- Sports
- Disney

Cette page concerne les événements qui se sont déroulés un 31 mai dans les chemins de fer.

## Événements

### XIXesiècle
- 1855. France : mise en service de la section Bordeaux-Langon du chemin de fer de Bordeaux à Sète (compagnie du Midi)
- 1869. France : mise en service de la section Auch-Mirande du chemin de fer d'Agen à Tarbes. (compagnie du Midi)
- 1896, France : ouverture à l'exploitation de la Ligne de Saint-Pierre-du-Vauvray aux Andelys dans le département de l'Eure.

### XXesiècle
- 1902. France : mise en service du Tramway d'Eu-Le Tréport-Mers.
- 1937. France : mise en service du chemin de fer de Carmaux à Vindrac (compagnie du Midi)
- 1992. Italie : achèvement du dernier tronçon de la direttissima, ligne nouvelle à grande vitesse LGV Florence - Rome, dont la construction a commencé en 1970. Le but premier de cette LGV n'était pas une plus grande vitesse mais une désaturation de la ligne classique Rome-Florence.

### XXIesiècle
- 2022. France : La ligne 12 du métro parisien est prolongé de Front Populaire jusqu'à Mairie d'Aubervilliers.

## Décès
- 1875.  Royaume-Uni :   Charles Vignoles, ingénieur britannique. Il est à l'origine du rail Vignoles.